# Flèche wallonne 2021
Cet article concerne l'édition masculine de la Flèche wallonne. Pour la course féminine, voir Flèche wallonne féminine 2021.
La Flèche wallonne 2021 est la 85e édition de cette course cycliste masculine sur route. Elle a lieu le 21 avril 2021 dans les provinces de Hainaut, de Namur et de Liège, en Belgique, et fait partie du calendrier UCI World Tour 2021 en catégorie 1.UWT. 

## Présentation
La Flèche wallonne connaît en 2021 sa 85e édition. Créée en 1936 par le journal Les Sports, elle est organisée depuis 1993 par Amaury Sport Organisation (ASO), ancienne Société du Tour de France. 

### Parcours
La Flèche wallonne est tracée sur un parcours total de 193 kilomètres avec quelques changements par rapport à l'édition précédente. La principale nouveauté est la ligne de départ située cette année à Charleroi dans la province de Hainaut. C'est la 29e fois que Charleroi est la ville de départ de la Flèche. La classique se termine par le traditionnel Mur de Huy. Cinq côtes doivent être franchies avant le premier passage du Mur de Huy qui est escaladé à trois reprises. Après le premier passage sur la ligne d'arrivée du Mur de Huy, un circuit de 32 kilomètres comprenant les côtes d'Ereffe et du Chemin des Gueuses est parcouru deux fois.
Douze côtes sont répertoriées pour cette édition :
| Num | Nom                        | Longueur (m) | Pente moyenne | Kilomètre |
| --- | -------------------------- | ------------ | ------------- | --------- |
| 1   | Côte d'Yvoir               | 2100         | 6 %           | 51,5      |
| 2   | Côte de Thon               | 1200         | 6,9 %         | 85,7      |
| 3   | Côte de Groynne            | 2100         | 5 %           | 94,9      |
| 4   | Côte de Haut-Bois          | 1200         | 7,9 %         | 100,4     |
| 5   | Côte de Gives              | 1400         | 7,7 %         | 114,7     |
| 6   | Mur de Huy (1er passage)   | 1300         | 10,2 %        | 130       |
| 7   | Côte d'Ereffe              | 2200         | 5,6 %         | 142,7     |
| 8   | Côte du chemin des Gueuses | 1900         | 6,5 %         | 152,5     |
| 9   | Mur de Huy (2e passage)    | 1300         | 10,2 %        | 161,8     |
| 10  | Côte d'Ereffe              | 2200         | 5,6 %         | 174,4     |
| 11  | Côte du chemin des Gueuses | 1900         | 6,5 %         | 183,9     |
| 12  | Mur de Huy (3e passage)    | 1300         | 10,2 %        | 193,6     |

### Équipes
| WorldTeams (19)- AG2R Citroën Team - Astana-Premier Tech - Bahrain Victorious - Bora-Hansgrohe - Cofidis - Deceuninck-Quick Step - EF Education-Nippo - Groupama-FDJ - Ineos Grenadiers - Intermarché-Wanty-Gobert Matériaux - Israel Start-Up Nation - Jumbo-Visma - Lotto Soudal - Movistar Team - Team BikeExchange - Team DSM - Qhubeka Assos - Trek-Segafredo - UAE Team Emirates ProTeams (6)- Alpecin-Fenix - Arkéa-Samsic - Bingoal Pauwels Sauces WB - Delko - Gazprom-RusVelo - Sport Vlaanderen-Baloise |
| |

### Favoris
Le favori le plus fréquemment cité est le Français champion du monde Julian Alaphilippe (Deceuninck-Quick Step) déjà vainqueur deux fois au sommet du Mur de Huy en 2018 et 2019. Mais d'autres coureurs en forme ont aussi la faveur des pronostics. À commencer par le Britannique Tom Pidcock (Ineos-Grenadiers), vainqueur une semaine plus tôt de la Flèche brabançonne et deuxième de l'Amstel Gold Race, trois jours plus tôt, battu sur le fil par Wout van Aert. Les autres coureurs cités sont le Slovène Primož Roglič, récent vainqueur de ce Tour du Pays basque, l'inusable vétéran espagnol Alejandro Valverde, quintuple lauréat et recordman de victoires sur cette classique et qui a encore montré de bonnes dispositions lors du récent Tour du Pays basque, le français Benoît Cosnefroy (AG2R Citroën), deuxième à Huy en 2020 et le  Danois Jakob Fuglsang (Astana). Parmi les outsiders, on retrouve le Français David Gaudu (Groupama-FDJ), l'Allemand  Maximilian Schachmann (Bora-Hansgrohe), le Canadien Michael Woods (Israel Start-Up), troisième en 2020, le Colombien Sergio Higuita (Education First) sans oublier le jeune espoir belge Mauri Vansevenant (Deceuninck-Quick Step), auteur d'une belle Flèche en 2020 et très actif trois jours auparavant sur l'Amstel Gold Race malgré une chute,.
Le jour de la course, on communique le forfait de l'équipe UAE Team Emirates pour cause de deux cas de Covid-19. Le Suisse Marc Hirschi (UAE), vainqueur de l'édition 2020 et le Slovène Tadej Pogačar (UAE), vainqueur de Tirreno-Adriatico et du Tour de France 2020 sont donc contraints de renoncer à cette Flèche 2021.

## Récit de la course
En début de course (km 18), une échappée de huit hommes se dégage du peloton. Ce groupe se compose des Belges Sylvain Moniquet (Lotto-Soudal), Louis Vervaeke (Alpecin Fenix), Sander Armée (Qhubeka) et Julian Mertens (Sport Vlaanderen), des Italiens Diego Rosa (Arkéa) et Simone Velasco (Gazprom), de l'Américain Alex Howes (Education First) et du Néerlandais Maurits Lammertink (Intermarché-Wanty-Gobert). Cette échappée compte jusqu'à 5 minutes d'avance sur le peloton. Au premier passage de la ligne d'arrivée au sommet du Mur de Huy, les huit fuyards comptent encore 2 minutes et 40 secondes d'avance sur le peloton emmené par les équipiers des favoris. Lors de la deuxième ascension du Mur, à 32 kilomètres du terme, l'écart se réduit à une bonne minute et le groupe de tête perd trois hommes. Les cinq coureurs en tête sont Moniquet, Vervaeke, Armée, Lammertink et Howes. À 27 kilomètres du but, une chute dans le peloton concerne notamment Philippe Gilbert (Lotto-Soudal) et Tom Pidcock (Ineos-Grenadiers) mais ces coureurs réintègrent assez rapidement le peloton. Lors de la dernière montée de la côte d'Ereffe (19 kilomètres de l'arrivée), Howes est lâché par ses quatre compagnons d'échappée qui conservent 30 secondes d'avance sur le peloton. Au sommet de la dernière ascension de la côte du Chemin des Gueuses (9 kilomètres de l'arrivée), Maurits Lammertink est seul rescapé de l'échappée matinale et compte encore une poignée de secondes d'avance sur un peloton encore imposant duquel le Belge Tim Wellens (Lotto-Soudal) avait tenté de s'extraire mais en vain. Lammertink fait de la résistance mais il est repris au pied de l'ultime ascension du Mur de Huy. Regroupement général. À 350 mètres de la ligne d'arrivée, le Slovène Primož Roglič (Jumbo-Visma) passe à l'attaque et prend plusieurs longueurs sur ses concurrents. Tom Pidcock ne peut réagir mais le champion du monde français Julian Alaphilippe (Deceuninck-Quick Step) revient progressivement sur le Slovène et le dépasse dans les 100 derniers mètres pour franchir la ligne d'arrivée en vainqueur et ainsi signer un triplé sur cette classique.

## Classements

### Classement de la course
| \| Classement général \| Classement général \| Classement général \| Classement général \| Classement général \| \| Coureur \| Coureur \| Pays \| Équipe \| Temps \| \| ------------------ \| --------------------- \| ------------------ \| ---------------------- \| ------------------ \| \| 1er \| Julian Alaphilippe \| France \| Deceuninck-Quick Step \| 4 h 36 min 25 s \| \| 2e \| Primož Roglič \| Slovénie \| Jumbo-Visma \| + 0 s \| \| 3e \| Alejandro Valverde \| Espagne \| Movistar Team \| + 6 s \| \| 4e \| Michael Woods \| Canada \| Israel Start-Up Nation \| + 8 s \| \| 5e \| Warren Barguil \| France \| Arkéa-Samsic \| + 11 s \| \| 6e \| Tom Pidcock \| Royaume-Uni \| Ineos Grenadiers \| + 11 s \| \| 7e \| David Gaudu \| France \| Groupama-FDJ \| + 11 s \| \| 8e \| Esteban Chaves \| Colombie \| BikeExchange \| + 11 s \| \| 9e \| Richard Carapaz \| Équateur \| Ineos Grenadiers \| + 11 s \| \| 10e \| Maximilian Schachmann \| Allemagne \| Bora-Hansgrohe \| + 16 s \| |                       |             |                        |                 |
| |                       |             |                        |                 |
| Source : ProCyclingStats |                       |             |                        |                 |
| Classement général |                       |             |                        |                 |
| Coureur | Coureur               | Pays        | Équipe                 | Temps           |
| 1er | Julian Alaphilippe    | France      | Deceuninck-Quick Step  | 4 h 36 min 25 s |
| 2e | Primož Roglič         | Slovénie    | Jumbo-Visma            | + 0 s           |
| 3e | Alejandro Valverde    | Espagne     | Movistar Team          | + 6 s           |
| 4e | Michael Woods         | Canada      | Israel Start-Up Nation | + 8 s           |
| 5e | Warren Barguil        | France      | Arkéa-Samsic           | + 11 s          |
| 6e | Tom Pidcock           | Royaume-Uni | Ineos Grenadiers       | + 11 s          |
| 7e | David Gaudu           | France      | Groupama-FDJ           | + 11 s          |
| 8e | Esteban Chaves        | Colombie    | BikeExchange           | + 11 s          |
| 9e | Richard Carapaz       | Équateur    | Ineos Grenadiers       | + 11 s          |
| 10e | Maximilian Schachmann | Allemagne   | Bora-Hansgrohe         | + 16 s          |

### Classements UCI
La course attribue des points au Classement mondial UCI 2021 selon le barème suivant.
| Position           | 1er | 2e  | 3e  | 4e  | 5e  | 6e  | 7e  | 8e  | 9e | 10e | 11e | 12e | 13e | 14e | 15e | 16e à 20e | 21e à 30e | 31e à 50e | 51e à 55e | 56e à 60e |
| Classement général | 400 | 320 | 260 | 220 | 180 | 140 | 120 | 100 | 80 | 68  | 56  | 48  | 40  | 32  | 28  | 24        | 16        | 8         | 4         | 2         |

## Liste des participants
| Légende | Légende                                                                    | Légende | Légende                                                    |
| ------- | -------------------------------------------------------------------------- | ------- | ---------------------------------------------------------- |
| Num     | Dossard de départ porté par le coureur sur cette Flèche wallonne           | Pos     | Position à l'arrivée de la course                          |
|         | Indique un maillot de champion national ou mondial, suivi de sa spécialité | NP      | Indique un coureur qui n'a pas pris le départ de la course |
| AB      | Indique un coureur qui n'a pas terminé la course                           | HD      | Indique un coureur qui a terminé la course hors des délais |

| UAE Team Emirates UAD | UAE Team Emirates UAD      | UAE Team Emirates UAD |
| --------------------- | -------------------------- | --------------------- |
| Num                   | Coureur                    | Pos                   |
| 1                     | Marc Hirschi (SUI)         | NP                    |
| 2                     | Tadej Pogačar (SLO)        | NP                    |
| 3                     | Rui Costa (POR) (route)    | NP                    |
| 4                     | Davide Formolo (ITA)       | NP                    |
| 5                     | Vegard Stake Laengen (NOR) | NP                    |
| 6                     | Jan Polanc (SLO)           | NP                    |
| 7                     | Diego Ulissi (ITA)         | NP                    |

| AG2R Citroën Team ACT | AG2R Citroën Team ACT        | AG2R Citroën Team ACT |
| --------------------- | ---------------------------- | --------------------- |
| Num                   | Coureur                      | Pos                   |
| 11                    | Benoît Cosnefroy (FRA)       | 18e                   |
| 12                    | Clément Champoussin (FRA)    | 45e                   |
| 13                    | Stan Dewulf (BEL)            | AB                    |
| 14                    | Dorian Godon (FRA)           | 59e                   |
| 15                    | Lawrence Naesen (BEL)        | 113e                  |
| 16                    | Aurélien Paret-Peintre (FRA) | 33e                   |
| 17                    | Michael Schär (SUI)          | 123e                  |

| Israel Start-Up Nation ISN | Israel Start-Up Nation ISN | Israel Start-Up Nation ISN |
| -------------------------- | -------------------------- | -------------------------- |
| Num                        | Coureur                    | Pos                        |
| 21                         | Michael Woods (CAN)        | 4e                         |
| 22                         | Guillaume Boivin (CAN)     | 137e                       |
| 23                         | Reto Hollenstein (SUI)     | 114e                       |
| 24                         | Daryl Impey (RSA)          | 52e                        |
| 25                         | Krists Neilands (LAT)      | 31e                        |
| 26                         | James Piccoli (CAN)        | 133e                       |
| 27                         | Guy Sagiv (ISR)            | AB                         |

| Arkéa-Samsic ARK | Arkéa-Samsic ARK     | Arkéa-Samsic ARK |
| ---------------- | -------------------- | ---------------- |
| Num              | Coureur              | Pos              |
| 31               | Warren Barguil (FRA) | 5e               |
| 32               | Kévin Ledanois (FRA) | 124e             |
| 33               | Matîs Louvel (FRA)   | AB               |
| 34               | Łukasz Owsian (POL)  | 75e              |
| 35               | Laurent Pichon (FRA) | 97e              |
| 36               | Alan Riou (FRA)      | 122e             |
| 37               | Diego Rosa (ITA)     | 106e             |

| EF Education-Nippo EFN | EF Education-Nippo EFN         | EF Education-Nippo EFN |
| ---------------------- | ------------------------------ | ---------------------- |
| Num                    | Coureur                        | Pos                    |
| 41                     | Sergio Higuita (COL) (route)   | AB                     |
| 42                     | Jonathan Caicedo (ECU) (route) | 55e                    |
| 43                     | Simon Carr (GBR)               | 35e                    |
| 44                     | Lawson Craddock (USA)          | 98e                    |
| 45                     | Alex Howes (USA) (route)       | 99e                    |
| 46                     | Michael Valgren (DEN)          | 46e                    |
| 47                     | Hideto Nakane (JPN)            | 110e                   |

| Deceuninck-Quick Step DQT | Deceuninck-Quick Step DQT        | Deceuninck-Quick Step DQT |
| ------------------------- | -------------------------------- | ------------------------- |
| Num                       | Coureur                          | Pos                       |
| 51                        | Julian Alaphilippe (FRA) (route) | 1er                       |
| 52                        | Mattia Cattaneo (ITA)            | 71e                       |
| 53                        | Josef Černý (CZE)                | AB                        |
| 54                        | Dries Devenyns (BEL)             | 80e                       |
| 55                        | Mikkel Honoré (DEN)              | 42e                       |
| 56                        | James Knox (GBR)                 | 63e                       |
| 57                        | Mauri Vansevenant (BEL)          | 27e                       |

| Ineos Grenadiers IGD | Ineos Grenadiers IGD     | Ineos Grenadiers IGD |
| -------------------- | ------------------------ | -------------------- |
| Num                  | Coureur                  | Pos                  |
| 61                   | Tom Pidcock (GBR)        | 6e                   |
| 62                   | Richard Carapaz (ECU)    | 9e                   |
| 63                   | Eddie Dunbar (IRL)       | AB                   |
| 64                   | Tao Geoghegan Hart (GBR) | 62e                  |
| 65                   | Michał Kwiatkowski (POL) | 23e                  |
| 66                   | Luke Rowe (GBR)          | 130e                 |
| 67                   | Adam Yates (GBR)         | 20e                  |

| Bora-Hansgrohe BOH | Bora-Hansgrohe BOH          | Bora-Hansgrohe BOH |
| ------------------ | --------------------------- | ------------------ |
| Num                | Coureur                     | Pos                |
| 71                 | Maximilian Schachmann (GER) | 10e                |
| 72                 | Cesare Benedetti (ITA)      | 92e                |
| 73                 | Patrick Gamper (AUT)        | 136e               |
| 74                 | Patrick Konrad (AUT)        | 15e                |
| 75                 | Jordi Meeus (BEL)           | AB                 |
| 76                 | Ide Schelling (NED)         | 85e                |
| 77                 | Andreas Schillinger (GER)   | AB                 |

| Trek-Segafredo TFS | Trek-Segafredo TFS     | Trek-Segafredo TFS |
| ------------------ | ---------------------- | ------------------ |
| Num                | Coureur                | Pos                |
| 81                 | Bauke Mollema (NED)    | 11e                |
| 82                 | Julien Bernard (FRA)   | 40e                |
| 83                 | Nicola Conci (ITA)     | 30e                |
| 84                 | Niklas Eg (DEN)        | 116e               |
| 85                 | Alexander Kamp (DEN)   | 89e                |
| 86                 | Juan Pedro López (ESP) | AB                 |
| 87                 | Toms Skujiņš (LAT)     | 49e                |

| Cofidis COF | Cofidis COF            | Cofidis COF |
| ----------- | ---------------------- | ----------- |
| Num         | Coureur                | Pos         |
| 91          | Guillaume Martin (FRA) | 16e         |
| 92          | Fernando Barceló (ESP) | 34e         |
| 93          | Rubén Fernández (ESP)  | 60e         |
| 94          | Simon Geschke (GER)    | 76e         |
| 95          | Jesús Herrada (ESP)    | 29e         |
| 96          | Victor Lafay (FRA)     | AB          |
| 97          | Anthony Perez (FRA)    | 78e         |

| Groupama-FDJ GFC | Groupama-FDJ GFC         | Groupama-FDJ GFC |
| ---------------- | ------------------------ | ---------------- |
| Num              | Coureur                  | Pos              |
| 101              | David Gaudu (FRA)        | 7e               |
| 102              | Bruno Armirail (FRA)     | 96e              |
| 103              | William Bonnet (FRA)     | AB               |
| 104              | Matthieu Ladagnous (FRA) | 102e             |
| 105              | Valentin Madouas (FRA)   | 86e              |
| 106              | Rudy Molard (FRA)        | 44e              |
| 107              | Romain Seigle (FRA)      | 94e              |

| Bingoal Pauwels Sauces WB BWB | Bingoal Pauwels Sauces WB BWB | Bingoal Pauwels Sauces WB BWB |
| ----------------------------- | ----------------------------- | ----------------------------- |
| Num                           | Coureur                       | Pos                           |
| 111                           | Jelle Vanendert (BEL)         | 43e                           |
| 112                           | Laurens Huys (BEL)            | 104e                          |
| 113                           | Rémy Mertz (BEL)              | 112e                          |
| 114                           | Kenny Molly (BEL)             | AB                            |
| 115                           | Mathijs Paasschens (NED)      | 131e                          |
| 116                           | Tom Paquot (BEL)              | AB                            |
| 117                           | Luc Wirtgen (LUX)             | 119e                          |

| Bahrain Victorious TBV | Bahrain Victorious TBV | Bahrain Victorious TBV |
| ---------------------- | ---------------------- | ---------------------- |
| Num                    | Coureur                | Pos                    |
| 121                    | Dylan Teuns (BEL)      | 32e                    |
| 122                    | Eros Capecchi (ITA)    | 132e                   |
| 123                    | Jack Haig (AUS)        | 19e                    |
| 124                    | Matej Mohorič (SLO)    | 57e                    |
| 125                    | Wout Poels (NED)       | 22e                    |
| 126                    | Jan Tratnik (SLO)      | 56e                    |
| 127                    | Stephen Williams (GBR) | AB                     |

| BikeExchange BEX | BikeExchange BEX              | BikeExchange BEX |
| ---------------- | ----------------------------- | ---------------- |
| Num              | Coureur                       | Pos              |
| 131              | Michael Matthews (AUS)        | 21e              |
| 132              | Brent Bookwalter (USA)        | 74e              |
| 133              | Esteban Chaves (COL)          | 8e               |
| 134              | Tsgabu Grmay (ETH)            | 93e              |
| 135              | Christopher Juul Jensen (DEN) | 126e             |
| 136              | Barnabás Peák (HUN)           | 139e             |
| 137              | Robert Stannard (AUS)         | 48e              |

| Astana-Premier Tech APT | Astana-Premier Tech APT       | Astana-Premier Tech APT |
| ----------------------- | ----------------------------- | ----------------------- |
| Num                     | Coureur                       | Pos                     |
| 141                     | Jakob Fuglsang (DEN)          | 17e                     |
| 142                     | Alex Aranburu (ESP)           | 13e                     |
| 143                     | Samuele Battistella (ITA)     | AB                      |
| 144                     | Stefan de Bod (RSA)           | 73e                     |
| 145                     | Omar Fraile (ESP)             | 58e                     |
| 146                     | Hugo Houle (CAN)              | 127e                    |
| 147                     | Alexey Lutsenko (KAZ) (route) | 72e                     |

| Lotto-Soudal LTS | Lotto-Soudal LTS         | Lotto-Soudal LTS |
| ---------------- | ------------------------ | ---------------- |
| Num              | Coureur                  | Pos              |
| 151              | Tim Wellens (BEL)        | 36e              |
| 152              | Philippe Gilbert (BEL)   | 70e              |
| 153              | Sébastien Grignard (BEL) | 115e             |
| 154              | Tomasz Marczyński (POL)  | 135e             |
| 155              | Sylvain Moniquet (BEL)   | 82e              |
| 156              | Stefano Oldani (ITA)     | AB               |
| 157              | Tosh Van der Sande (BEL) | 88e              |

| Alpecin-Fenix AFC | Alpecin-Fenix AFC       | Alpecin-Fenix AFC |
| ----------------- | ----------------------- | ----------------- |
| Num               | Coureur                 | Pos               |
| 161               | Louis Vervaeke (BEL)    | 64e               |
| 162               | Floris De Tier (BEL)    | 51e               |
| 163               | Jimmy Janssens (BEL)    | 87e               |
| 164               | Xandro Meurisse (BEL)   | 111e              |
| 165               | Kristian Sbaragli (ITA) | 25e               |
| 166               | Ben Tulett (GBR)        | 12e               |
| 167               | Philipp Walsleben (GER) | 108e              |

| Qhubeka Assos TQA | Qhubeka Assos TQA       | Qhubeka Assos TQA |
| ----------------- | ----------------------- | ----------------- |
| Num               | Coureur                 | Pos               |
| 171               | Fabio Aru (ITA)         | 41e               |
| 172               | Sander Armée (BEL)      | 81e               |
| 173               | Sean Bennett (USA)      | 107e              |
| 174               | Simon Clarke (AUS)      | 65e               |
| 175               | Sergio Henao (COL)      | 28e               |
| 176               | Bert-Jan Lindeman (NED) | AB                |
| 177               | Robert Power (AUS)      | 90e               |

| Jumbo-Visma TJV | Jumbo-Visma TJV             | Jumbo-Visma TJV |
| --------------- | --------------------------- | --------------- |
| Num             | Coureur                     | Pos             |
| 181             | Primož Roglič (SLO) (route) | 2e              |
| 182             | Robert Gesink (NED)         | 38e             |
| 183             | Lennard Hofstede (NED)      | 83e             |
| 184             | Paul Martens (GER)          | 125e            |
| 185             | Sam Oomen (NED)             | 37e             |
| 186             | Christoph Pfingsten (GER)   | 129e            |
| 187             | Jonas Vingegaard (DEN)      | 84e             |

| Movistar Team MOV | Movistar Team MOV         | Movistar Team MOV |
| ----------------- | ------------------------- | ----------------- |
| Num               | Coureur                   | Pos               |
| 191               | Alejandro Valverde (ESP)  | 3e                |
| 192               | Jorge Arcas (ESP)         | 121e              |
| 193               | Iván García Cortina (ESP) | AB                |
| 194               | Matteo Jorgenson (USA)    | 91e               |
| 195               | Enric Mas (ESP)           | 77e               |
| 196               | Gonzalo Serrano (ESP)     | AB                |
| 197               | Carlos Verona (ESP)       | 66e               |

| Intermarché-Wanty-Gobert Matériaux IWG | Intermarché-Wanty-Gobert Matériaux IWG | Intermarché-Wanty-Gobert Matériaux IWG |
| -------------------------------------- | -------------------------------------- | -------------------------------------- |
| Num                                    | Coureur                                | Pos                                    |
| 201                                    | Jan Bakelants (BEL)                    | 67e                                    |
| 202                                    | Aimé De Gendt (BEL)                    | 117e                                   |
| 203                                    | Quinten Hermans (BEL)                  | 14e                                    |
| 204                                    | Maurits Lammertink (NED)               | 79e                                    |
| 205                                    | Lorenzo Rota (ITA)                     | 39e                                    |
| 206                                    | Kévin Van Melsen (BEL)                 | 118e                                   |
| 207                                    | Loïc Vliegen (BEL)                     | AB                                     |

| Team DSM DSM | Team DSM DSM             | Team DSM DSM |
| ------------ | ------------------------ | ------------ |
| Num          | Coureur                  | Pos          |
| 211          | Andreas Leknessund (NOR) | 53e          |
| 212          | Thymen Arensman (NED)    | 50e          |
| 213          | Marco Brenner (GER)      | 24e          |
| 214          | Mark Donovan (GBR)       | 54e          |
| 215          | Chad Haga (USA)          | AB           |
| 216          | Martijn Tusveld (NED)    | 68e          |
| 217          | Ilan Van Wilder (BEL)    | 61e          |

| Gazprom-RusVelo GAZ | Gazprom-RusVelo GAZ      | Gazprom-RusVelo GAZ |
| ------------------- | ------------------------ | ------------------- |
| Num                 | Coureur                  | Pos                 |
| 221                 | Roman Kreuziger (CZE)    | 47e                 |
| 222                 | Marco Canola (ITA)       | 128e                |
| 223                 | Sergey Chernetskiy (RUS) | 69e                 |
| 224                 | Petr Rikunov (RUS)       | AB                  |
| 225                 | Ivan Rovny (RUS)         | AB                  |
| 226                 | Dmitri Strakhov (RUS)    | 120e                |
| 227                 | Simone Velasco (ITA)     | 100e                |

| Sport Vlaanderen-Baloise SVB | Sport Vlaanderen-Baloise SVB | Sport Vlaanderen-Baloise SVB |
| ---------------------------- | ---------------------------- | ---------------------------- |
| Num                          | Coureur                      | Pos                          |
| 231                          | Aaron Van Poucke (BEL)       | AB                           |
| 232                          | Alex Colman (BEL)            | 134e                         |
| 233                          | Rune Herregodts (BEL)        | 109e                         |
| 234                          | Arne Marit (BEL)             | AB                           |
| 235                          | Julian Mertens (BEL)         | 103e                         |
| 236                          | Thomas Sprengers (BEL)       | 95e                          |
| 237                          | Aaron Verwilst (BEL)         | AB                           |

| Delko DKO | Delko DKO                | Delko DKO |
| --------- | ------------------------ | --------- |
| Num       | Coureur                  | Pos       |
| 241       | Biniam Girmay (ERI)      | 101e      |
| 242       | Clément Carisey (FRA)    | AB        |
| 243       | Alessandro Fedeli (ITA)  | AB        |
| 244       | Delio Fernández (ESP)    | 105e      |
| 245       | Mauro Finetto (ITA)      | 26e       |
| 246       | August Jensen (NOR)      | 138e      |
| 247       | Mathias Le Turnier (FRA) | AB        |

| UAE Team Emirates UAD | UAE Team Emirates UAD      | UAE Team Emirates UAD |
| --------------------- | -------------------------- | --------------------- |
| Num                   | Coureur                    | Pos                   |
| 1                     | Marc Hirschi (SUI)         | NP                    |
| 2                     | Tadej Pogačar (SLO)        | NP                    |
| 3                     | Rui Costa (POR) (route)    | NP                    |
| 4                     | Davide Formolo (ITA)       | NP                    |
| 5                     | Vegard Stake Laengen (NOR) | NP                    |
| 6                     | Jan Polanc (SLO)           | NP                    |
| 7                     | Diego Ulissi (ITA)         | NP                    |

| AG2R Citroën Team ACT | AG2R Citroën Team ACT        | AG2R Citroën Team ACT |
| --------------------- | ---------------------------- | --------------------- |
| Num                   | Coureur                      | Pos                   |
| 11                    | Benoît Cosnefroy (FRA)       | 18e                   |
| 12                    | Clément Champoussin (FRA)    | 45e                   |
| 13                    | Stan Dewulf (BEL)            | AB                    |
| 14                    | Dorian Godon (FRA)           | 59e                   |
| 15                    | Lawrence Naesen (BEL)        | 113e                  |
| 16                    | Aurélien Paret-Peintre (FRA) | 33e                   |
| 17                    | Michael Schär (SUI)          | 123e                  |

| Israel Start-Up Nation ISN | Israel Start-Up Nation ISN | Israel Start-Up Nation ISN |
| -------------------------- | -------------------------- | -------------------------- |
| Num                        | Coureur                    | Pos                        |
| 21                         | Michael Woods (CAN)        | 4e                         |
| 22                         | Guillaume Boivin (CAN)     | 137e                       |
| 23                         | Reto Hollenstein (SUI)     | 114e                       |
| 24                         | Daryl Impey (RSA)          | 52e                        |
| 25                         | Krists Neilands (LAT)      | 31e                        |
| 26                         | James Piccoli (CAN)        | 133e                       |
| 27                         | Guy Sagiv (ISR)            | AB                         |

| Arkéa-Samsic ARK | Arkéa-Samsic ARK     | Arkéa-Samsic ARK |
| ---------------- | -------------------- | ---------------- |
| Num              | Coureur              | Pos              |
| 31               | Warren Barguil (FRA) | 5e               |
| 32               | Kévin Ledanois (FRA) | 124e             |
| 33               | Matîs Louvel (FRA)   | AB               |
| 34               | Łukasz Owsian (POL)  | 75e              |
| 35               | Laurent Pichon (FRA) | 97e              |
| 36               | Alan Riou (FRA)      | 122e             |
| 37               | Diego Rosa (ITA)     | 106e             |

| EF Education-Nippo EFN | EF Education-Nippo EFN         | EF Education-Nippo EFN |
| ---------------------- | ------------------------------ | ---------------------- |
| Num                    | Coureur                        | Pos                    |
| 41                     | Sergio Higuita (COL) (route)   | AB                     |
| 42                     | Jonathan Caicedo (ECU) (route) | 55e                    |
| 43                     | Simon Carr (GBR)               | 35e                    |
| 44                     | Lawson Craddock (USA)          | 98e                    |
| 45                     | Alex Howes (USA) (route)       | 99e                    |
| 46                     | Michael Valgren (DEN)          | 46e                    |
| 47                     | Hideto Nakane (JPN)            | 110e                   |

| Deceuninck-Quick Step DQT | Deceuninck-Quick Step DQT        | Deceuninck-Quick Step DQT |
| ------------------------- | -------------------------------- | ------------------------- |
| Num                       | Coureur                          | Pos                       |
| 51                        | Julian Alaphilippe (FRA) (route) | 1er                       |
| 52                        | Mattia Cattaneo (ITA)            | 71e                       |
| 53                        | Josef Černý (CZE)                | AB                        |
| 54                        | Dries Devenyns (BEL)             | 80e                       |
| 55                        | Mikkel Honoré (DEN)              | 42e                       |
| 56                        | James Knox (GBR)                 | 63e                       |
| 57                        | Mauri Vansevenant (BEL)          | 27e                       |

| Ineos Grenadiers IGD | Ineos Grenadiers IGD     | Ineos Grenadiers IGD |
| -------------------- | ------------------------ | -------------------- |
| Num                  | Coureur                  | Pos                  |
| 61                   | Tom Pidcock (GBR)        | 6e                   |
| 62                   | Richard Carapaz (ECU)    | 9e                   |
| 63                   | Eddie Dunbar (IRL)       | AB                   |
| 64                   | Tao Geoghegan Hart (GBR) | 62e                  |
| 65                   | Michał Kwiatkowski (POL) | 23e                  |
| 66                   | Luke Rowe (GBR)          | 130e                 |
| 67                   | Adam Yates (GBR)         | 20e                  |

| Bora-Hansgrohe BOH | Bora-Hansgrohe BOH          | Bora-Hansgrohe BOH |
| ------------------ | --------------------------- | ------------------ |
| Num                | Coureur                     | Pos                |
| 71                 | Maximilian Schachmann (GER) | 10e                |
| 72                 | Cesare Benedetti (ITA)      | 92e                |
| 73                 | Patrick Gamper (AUT)        | 136e               |
| 74                 | Patrick Konrad (AUT)        | 15e                |
| 75                 | Jordi Meeus (BEL)           | AB                 |
| 76                 | Ide Schelling (NED)         | 85e                |
| 77                 | Andreas Schillinger (GER)   | AB                 |

| Trek-Segafredo TFS | Trek-Segafredo TFS     | Trek-Segafredo TFS |
| ------------------ | ---------------------- | ------------------ |
| Num                | Coureur                | Pos                |
| 81                 | Bauke Mollema (NED)    | 11e                |
| 82                 | Julien Bernard (FRA)   | 40e                |
| 83                 | Nicola Conci (ITA)     | 30e                |
| 84                 | Niklas Eg (DEN)        | 116e               |
| 85                 | Alexander Kamp (DEN)   | 89e                |
| 86                 | Juan Pedro López (ESP) | AB                 |
| 87                 | Toms Skujiņš (LAT)     | 49e                |

| Cofidis COF | Cofidis COF            | Cofidis COF |
| ----------- | ---------------------- | ----------- |
| Num         | Coureur                | Pos         |
| 91          | Guillaume Martin (FRA) | 16e         |
| 92          | Fernando Barceló (ESP) | 34e         |
| 93          | Rubén Fernández (ESP)  | 60e         |
| 94          | Simon Geschke (GER)    | 76e         |
| 95          | Jesús Herrada (ESP)    | 29e         |
| 96          | Victor Lafay (FRA)     | AB          |
| 97          | Anthony Perez (FRA)    | 78e         |

| Groupama-FDJ GFC | Groupama-FDJ GFC         | Groupama-FDJ GFC |
| ---------------- | ------------------------ | ---------------- |
| Num              | Coureur                  | Pos              |
| 101              | David Gaudu (FRA)        | 7e               |
| 102              | Bruno Armirail (FRA)     | 96e              |
| 103              | William Bonnet (FRA)     | AB               |
| 104              | Matthieu Ladagnous (FRA) | 102e             |
| 105              | Valentin Madouas (FRA)   | 86e              |
| 106              | Rudy Molard (FRA)        | 44e              |
| 107              | Romain Seigle (FRA)      | 94e              |

| Bingoal Pauwels Sauces WB BWB | Bingoal Pauwels Sauces WB BWB | Bingoal Pauwels Sauces WB BWB |
| ----------------------------- | ----------------------------- | ----------------------------- |
| Num                           | Coureur                       | Pos                           |
| 111                           | Jelle Vanendert (BEL)         | 43e                           |
| 112                           | Laurens Huys (BEL)            | 104e                          |
| 113                           | Rémy Mertz (BEL)              | 112e                          |
| 114                           | Kenny Molly (BEL)             | AB                            |
| 115                           | Mathijs Paasschens (NED)      | 131e                          |
| 116                           | Tom Paquot (BEL)              | AB                            |
| 117                           | Luc Wirtgen (LUX)             | 119e                          |

| Bahrain Victorious TBV | Bahrain Victorious TBV | Bahrain Victorious TBV |
| ---------------------- | ---------------------- | ---------------------- |
| Num                    | Coureur                | Pos                    |
| 121                    | Dylan Teuns (BEL)      | 32e                    |
| 122                    | Eros Capecchi (ITA)    | 132e                   |
| 123                    | Jack Haig (AUS)        | 19e                    |
| 124                    | Matej Mohorič (SLO)    | 57e                    |
| 125                    | Wout Poels (NED)       | 22e                    |
| 126                    | Jan Tratnik (SLO)      | 56e                    |
| 127                    | Stephen Williams (GBR) | AB                     |

| BikeExchange BEX | BikeExchange BEX              | BikeExchange BEX |
| ---------------- | ----------------------------- | ---------------- |
| Num              | Coureur                       | Pos              |
| 131              | Michael Matthews (AUS)        | 21e              |
| 132              | Brent Bookwalter (USA)        | 74e              |
| 133              | Esteban Chaves (COL)          | 8e               |
| 134              | Tsgabu Grmay (ETH)            | 93e              |
| 135              | Christopher Juul Jensen (DEN) | 126e             |
| 136              | Barnabás Peák (HUN)           | 139e             |
| 137              | Robert Stannard (AUS)         | 48e              |

| Astana-Premier Tech APT | Astana-Premier Tech APT       | Astana-Premier Tech APT |
| ----------------------- | ----------------------------- | ----------------------- |
| Num                     | Coureur                       | Pos                     |
| 141                     | Jakob Fuglsang (DEN)          | 17e                     |
| 142                     | Alex Aranburu (ESP)           | 13e                     |
| 143                     | Samuele Battistella (ITA)     | AB                      |
| 144                     | Stefan de Bod (RSA)           | 73e                     |
| 145                     | Omar Fraile (ESP)             | 58e                     |
| 146                     | Hugo Houle (CAN)              | 127e                    |
| 147                     | Alexey Lutsenko (KAZ) (route) | 72e                     |

| Lotto-Soudal LTS | Lotto-Soudal LTS         | Lotto-Soudal LTS |
| ---------------- | ------------------------ | ---------------- |
| Num              | Coureur                  | Pos              |
| 151              | Tim Wellens (BEL)        | 36e              |
| 152              | Philippe Gilbert (BEL)   | 70e              |
| 153              | Sébastien Grignard (BEL) | 115e             |
| 154              | Tomasz Marczyński (POL)  | 135e             |
| 155              | Sylvain Moniquet (BEL)   | 82e              |
| 156              | Stefano Oldani (ITA)     | AB               |
| 157              | Tosh Van der Sande (BEL) | 88e              |

| Alpecin-Fenix AFC | Alpecin-Fenix AFC       | Alpecin-Fenix AFC |
| ----------------- | ----------------------- | ----------------- |
| Num               | Coureur                 | Pos               |
| 161               | Louis Vervaeke (BEL)    | 64e               |
| 162               | Floris De Tier (BEL)    | 51e               |
| 163               | Jimmy Janssens (BEL)    | 87e               |
| 164               | Xandro Meurisse (BEL)   | 111e              |
| 165               | Kristian Sbaragli (ITA) | 25e               |
| 166               | Ben Tulett (GBR)        | 12e               |
| 167               | Philipp Walsleben (GER) | 108e              |

| Qhubeka Assos TQA | Qhubeka Assos TQA       | Qhubeka Assos TQA |
| ----------------- | ----------------------- | ----------------- |
| Num               | Coureur                 | Pos               |
| 171               | Fabio Aru (ITA)         | 41e               |
| 172               | Sander Armée (BEL)      | 81e               |
| 173               | Sean Bennett (USA)      | 107e              |
| 174               | Simon Clarke (AUS)      | 65e               |
| 175               | Sergio Henao (COL)      | 28e               |
| 176               | Bert-Jan Lindeman (NED) | AB                |
| 177               | Robert Power (AUS)      | 90e               |

| Jumbo-Visma TJV | Jumbo-Visma TJV             | Jumbo-Visma TJV |
| --------------- | --------------------------- | --------------- |
| Num             | Coureur                     | Pos             |
| 181             | Primož Roglič (SLO) (route) | 2e              |
| 182             | Robert Gesink (NED)         | 38e             |
| 183             | Lennard Hofstede (NED)      | 83e             |
| 184             | Paul Martens (GER)          | 125e            |
| 185             | Sam Oomen (NED)             | 37e             |
| 186             | Christoph Pfingsten (GER)   | 129e            |
| 187             | Jonas Vingegaard (DEN)      | 84e             |

| Movistar Team MOV | Movistar Team MOV         | Movistar Team MOV |
| ----------------- | ------------------------- | ----------------- |
| Num               | Coureur                   | Pos               |
| 191               | Alejandro Valverde (ESP)  | 3e                |
| 192               | Jorge Arcas (ESP)         | 121e              |
| 193               | Iván García Cortina (ESP) | AB                |
| 194               | Matteo Jorgenson (USA)    | 91e               |
| 195               | Enric Mas (ESP)           | 77e               |
| 196               | Gonzalo Serrano (ESP)     | AB                |
| 197               | Carlos Verona (ESP)       | 66e               |

| Intermarché-Wanty-Gobert Matériaux IWG | Intermarché-Wanty-Gobert Matériaux IWG | Intermarché-Wanty-Gobert Matériaux IWG |
| -------------------------------------- | -------------------------------------- | -------------------------------------- |
| Num                                    | Coureur                                | Pos                                    |
| 201                                    | Jan Bakelants (BEL)                    | 67e                                    |
| 202                                    | Aimé De Gendt (BEL)                    | 117e                                   |
| 203                                    | Quinten Hermans (BEL)                  | 14e                                    |
| 204                                    | Maurits Lammertink (NED)               | 79e                                    |
| 205                                    | Lorenzo Rota (ITA)                     | 39e                                    |
| 206                                    | Kévin Van Melsen (BEL)                 | 118e                                   |
| 207                                    | Loïc Vliegen (BEL)                     | AB                                     |

| Team DSM DSM | Team DSM DSM             | Team DSM DSM |
| ------------ | ------------------------ | ------------ |
| Num          | Coureur                  | Pos          |
| 211          | Andreas Leknessund (NOR) | 53e          |
| 212          | Thymen Arensman (NED)    | 50e          |
| 213          | Marco Brenner (GER)      | 24e          |
| 214          | Mark Donovan (GBR)       | 54e          |
| 215          | Chad Haga (USA)          | AB           |
| 216          | Martijn Tusveld (NED)    | 68e          |
| 217          | Ilan Van Wilder (BEL)    | 61e          |

| Gazprom-RusVelo GAZ | Gazprom-RusVelo GAZ      | Gazprom-RusVelo GAZ |
| ------------------- | ------------------------ | ------------------- |
| Num                 | Coureur                  | Pos                 |
| 221                 | Roman Kreuziger (CZE)    | 47e                 |
| 222                 | Marco Canola (ITA)       | 128e                |
| 223                 | Sergey Chernetskiy (RUS) | 69e                 |
| 224                 | Petr Rikunov (RUS)       | AB                  |
| 225                 | Ivan Rovny (RUS)         | AB                  |
| 226                 | Dmitri Strakhov (RUS)    | 120e                |
| 227                 | Simone Velasco (ITA)     | 100e                |

| Sport Vlaanderen-Baloise SVB | Sport Vlaanderen-Baloise SVB | Sport Vlaanderen-Baloise SVB |
| ---------------------------- | ---------------------------- | ---------------------------- |
| Num                          | Coureur                      | Pos                          |
| 231                          | Aaron Van Poucke (BEL)       | AB                           |
| 232                          | Alex Colman (BEL)            | 134e                         |
| 233                          | Rune Herregodts (BEL)        | 109e                         |
| 234                          | Arne Marit (BEL)             | AB                           |
| 235                          | Julian Mertens (BEL)         | 103e                         |
| 236                          | Thomas Sprengers (BEL)       | 95e                          |
| 237                          | Aaron Verwilst (BEL)         | AB                           |

| Delko DKO | Delko DKO                | Delko DKO |
| --------- | ------------------------ | --------- |
| Num       | Coureur                  | Pos       |
| 241       | Biniam Girmay (ERI)      | 101e      |
| 242       | Clément Carisey (FRA)    | AB        |
| 243       | Alessandro Fedeli (ITA)  | AB        |
| 244       | Delio Fernández (ESP)    | 105e      |
| 245       | Mauro Finetto (ITA)      | 26e       |
| 246       | August Jensen (NOR)      | 138e      |
| 247       | Mathias Le Turnier (FRA) | AB        |